# 中国人民解放军空军航空兵第三十四师
中国人民解放军空军第三十四师，后称中国人民解放军空军航空兵第三十四师，是中国人民解放军空军下辖部队。

## 历史
1963年9月于北京由独三团组建为空34师。1971年九一三事件中，林彪乘坐的飞机为军三十四师副政治委员潘景寅驾驶。1980年9月改为独立师，1988年3月重新组建为第三十四师，据信直属于解放军空军总部，师总部先后位于北京西郊机场和南苑机场，还辖有沙河机场，隶属于北京军区。第三十四师下辖第100团、第101团和第102团（驻南苑机场，现为南郊机场），装备有运-7、运-8和安托诺夫安-12P、安托诺夫安-24、伊尔-18等运输机。

## 领导

### 师长
- 胡萍（1963年8月28日—1969年8月30日）
- 时念堂（1969年8月30日—1971年11月27日）
- 杨扶真（1971年11月27日--1976年10月）

### 副政治委员
- 潘景寅（1971年）